# バショウ
バショウ（芭蕉、学名: Musa basjoo）は、バショウ科の木本状多年草。原産地は中国南部とされるが、詳細は不明。中国名は芭蕉。英名は Japanese banana（ジャパニーズ・バナナ）である。英名は、シーボルトが日本でバショウを発見して、ヨーロッパに伝えたことに由来する。バナナの仲間であるが、耐寒性があり、日本でも関東地方以西の屋外で越冬できる。

## 特徴
高さは約4メートル (m) 、長さ2 - 3 mの長楕円形の葉をつける。葉身は側脈に沿って裂けていることが多い。花序は夏から秋にかけて形成される。果実はバナナとよく似ているが、長さは6センチメートル (cm) ほどで、実は大きくならないため食用にはならない。
中国では漢詩の題材に用いられたり、漢方薬の原材料として用いられた。根茎には清熱・止渇・利尿作用があり、葉には解熱・利尿作用があり、葉の汁は止血作用がある。日本では江戸時代から観賞用として栽培され、現代でも主に観賞用として用いられる。江戸時代の俳人松尾芭蕉の俳号は、借家の庭に生えていたバショウに因む。
琉球諸島には近縁種のリュウキュウバショウ（広義: Musa balbisiana、別名: イトバショウ）があり、昔から葉鞘の繊維で芭蕉布を織り、衣料などに利用していた。沖縄県では現在もイトバショウの繊維を利用した工芸品が作られている。

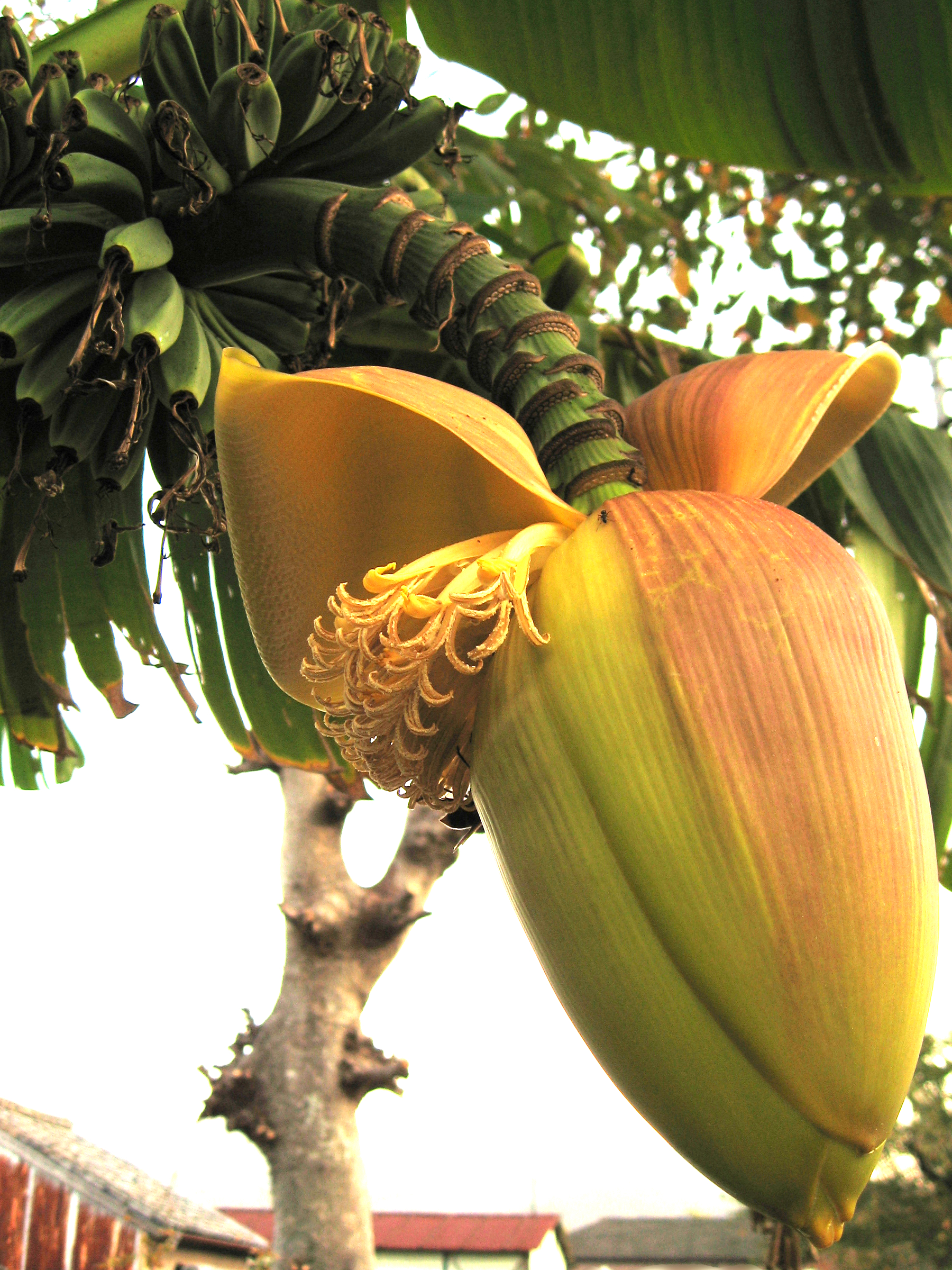
バショウの花（撮影地・三重県伊勢市）